# Hyllie
Hyllie var en af 10 bydele i Malmö kommun i Skåne frem til omorganiseringen af byområderne i kommunen pr. 1. juli 2013. I Hyllie bor over 30.000 personer. Cirka 10 % af befolkningen bor i villa.
Hyllie indgår nu, sammen med Limhamn-Bunkeflo i byområdet Väster.
Malmö Arena, Swedbank Stadion og det gamle Malmö Stadion ligger i bydelen. I 2011 husede Malmø Arena VM i Herrehåndbold, mens Sweedbank Stadion var hjemmebane, da Malmö FF i 2010 vandt det svenske mesterskab.
Emporia et nyt indkøbscenter med forventet 200 butikker blev indviet i 2012 ved Hyllie Station.
Hylliebadet, Malmøs største indendørs badeanlæg, blev åbnet i august 2015.